# محمد عبد الباري (فيزيائي)
محمد عبد الباري (بالإنجليزية: Muhammad Abdul Bari) هو فيزيائي وكاتب بنغلاديشي وباكستاني، ولد في 2 أكتوبر 1953 في Tangail ‏ في بنغلاديش.